# Verfassung der Republik Tunesien

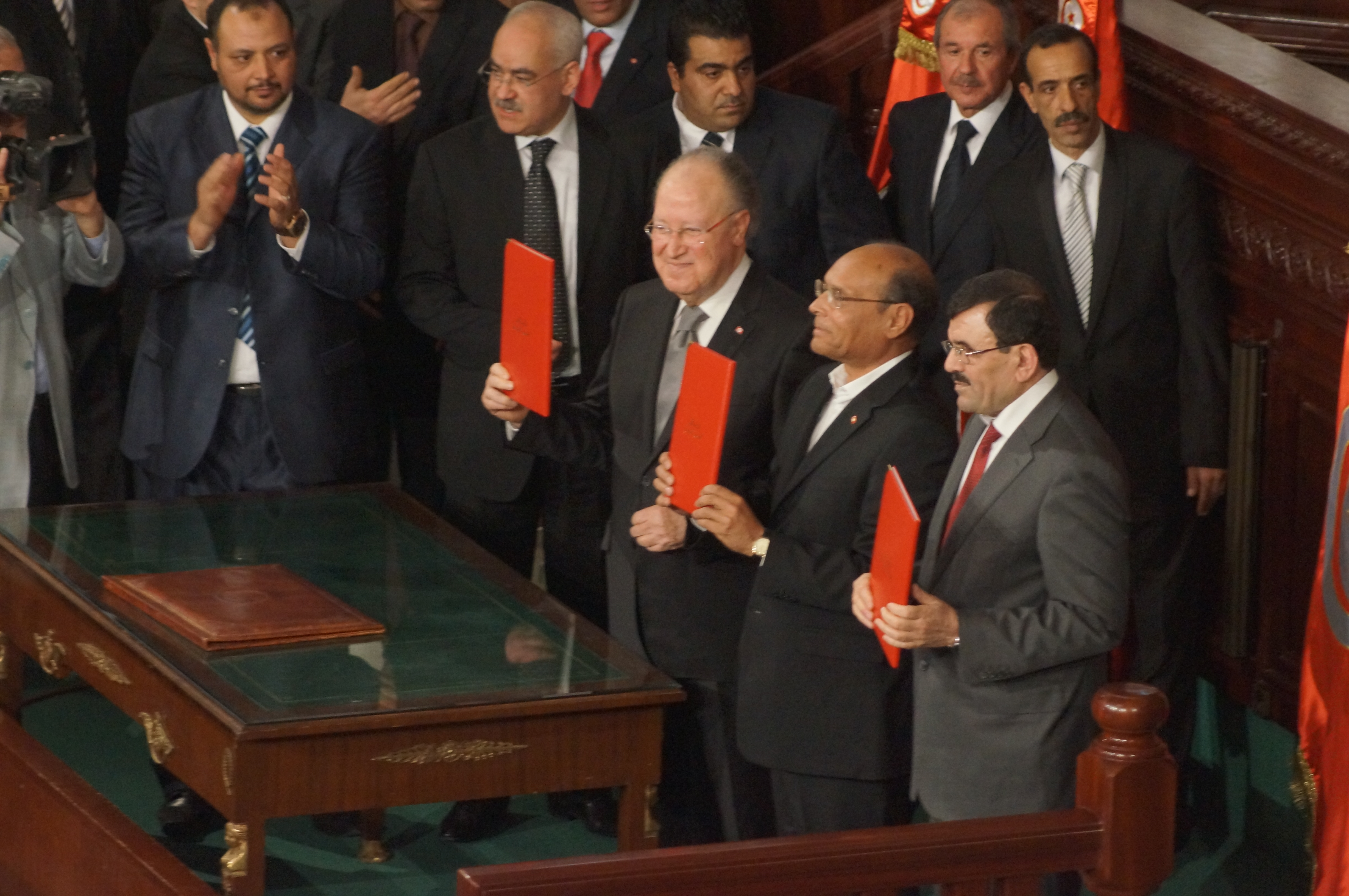
Unterzeichnung der Verfassung am 27. Januar 2014

Die Verfassung der Tunesischen Republik (arabisch دستور الجمهورية التونسية, DMG dustūr al-ǧumhūriyya at-tūnisiyya) ist seit dem 17. August 2022 in Kraft, nachdem sie am 25. Juli 2022 in einem Verfassungsreferendum angenommen wurde. Damit löste sie die Vorgängerverfassung ab, die seit dem 27. Januar 2014 in Kraft war und die ihrerseits die seit dem 11. Dezember 2011 geltende Übergangsverfassung abgelöst hatte. Nach den Umwälzungen während der Tunesischen Revolution war die alte Verfassung des Landes außer Kraft gesetzt worden. Diese alte Verfassung war am 1. Juni 1959 von Habib Bourguiba verkündet worden, nachdem sich die frühere französische Kolonie Tunesien von Frankreich unabhängig erklärt hatte. Sie bestand aus 78 Artikeln und wurde im Laufe der Zeit mehrmals, zum Teil deutlich, verändert. Nach den ersten freien Wahlen in Tunesien im Oktober 2011 wurde eine Verfassungsgebende Versammlung zur Ausarbeitung einer neuen tunesischen Verfassung beauftragt, die am 26. Januar 2014 verabschiedet wurde (Zustimmung von 200 der 216 Abgeordneten).
Die Verfassung von 2014 sieht, wie schon die von 1959, die Staatsform der Republik, als Religion den Islam und als Sprache das Arabische vor. Sie beschreibt Tunesien als bürgerschaftlichen Staat, der auf Volkssouveränität und Rechtsstaatlichkeit aufbaut, garantiert Gewissensfreiheit sowie Gleichberechtigung. Erstmals in der arabischen Welt legt die Verfassung auch fest, dass in den gewählten Kammern genauso viele Frauen wie Männer sitzen sollen. Ob das Bekenntnis zum Islam in Artikel 1 rechtliche Wirkungen entfaltet, ist unklar. Das islamische Recht (Scharia) wurde in der Verfassung bewusst nicht als Rechtsquelle oder Grundlage der Gesetzgebung vorgesehen. Von 1959 bis 2011 wurde Tunesien trotz des Wortlauts der Verfassung säkular regiert und islamistische Gruppen verfolgt. Der Staatspräsident muss gemäß Artikel 74 muslimischer Konfession sein, diese Voraussetzung erfüllen 98 % der Bürger.
Im September 2021 kündigte der tunesische Präsident Kaïs Saïed eine bevorstehende Reform der Verfassung von 2014 an.
Im Frühjahr 2022 hatten Bürger des Landes die Möglichkeit erhalten, Vorschläge zu einer Überarbeitung der Verfassung Tunesiens einzureichen. Diese sollten nachfolgend von einem Expertenkomitee ausgewertet werden und so die Basis einer Verfassungsreform bilden, über die die Bevölkerung am 25. Juli 2022 in einem Volksentscheid abstimmen konnte. Die Opposition (die islamistische Ennahda-Partei und die säkulare Parti destourien libre) hatte zu einem Boykott des Referendums aufgerufen. Die zur Abstimmung gestellte Verfassung sieht vor, dass der Präsident unter anderem Regierung und Richter ernennen und entlassen darf. Bei einer Wahlbeteiligung von 30,5 Prozent (2,75 Millionen Wähler) stimmten 94,6 Prozent für die Annahme der Verfassung. Am 17. Dezember 2022 wurde das Parlament neu gewählt, allerdings lag nach Boykottaufruf der Opposition die Wahlbeteiligung unter 10 %.
Kritiker bemängeln, dass die neue Verfassung dem Präsidenten zu viel Macht gebe, während sie Legislative und Judikative entmachte. Amnesty International und andere befürchteten eine Schwächung von Menschenrechten und Rechtsstaatlichkeit in Tunesien sowie die Aushöhlung der Rechte von Minderheiten und Frauen. Zudem wurde der Entwurfsprozess als intransparent kritisiert.

## Textausgaben
- arabisch: Text der Verfassung von 2014; französischsprachige Ausgabe: Constitution. In: Majles.Marsad.tn.
- deutsch: Verfassung der Republik Tunesien. Tunis, den 26. Januar 2014. Übersetzung durch den Sprachendienst des Deutschen Bundestages. In: KAS.de.
- französisch: Texte actualisé de la constitution de 1959 (Jurisite Tunisie) - Alte Verfassung zwischen 1959 und 2011
- französisch: Texte original de la constitution de 1959 (Université de Perpignan) - Ursprungsfassung der alten Verfassung von 1959